# Grotto Geyser
Grotto Geyser est un geyser de type « fontaine » situé dans le Upper Geyser Basin dans le parc national de Yellowstone aux États-Unis.
Grotto est également le nom porté par le groupe de geysers qui comprend Grotto Fountain Geyser, South Grotto Fountain Geyser, Indicator Spring, Spa Geyser et Rocket Geyser.

## Histoire
Le 18 septembre 1870, les membres de l'expédition Washburn-Langford-Doane sont arrivés dans le Upper Geyser Basin pour une journée et demi d'exploration. Ils ont nommé sept geysers dont Grotto. Nathaniel P. Langford décrit Grotto en 1871 :

« "The Grotto" was so named from its singular crater of vitrified sinter, full of large, sinuous apertures. Through one of these, on our first visit, one of our company crawled to the discharging orifice; and when, a few hours afterwards, he saw a volume of boiling water, four feet in diameter, shooting through, it to the height of sixty feet, and a scalding stream of two hundred inches flowing from the aperture he had entered a short time before, he concluded he had narrowly escaped being summarily cooked. The discharge of this geyser continued for nearly half an hour. »

Ce que l'on pourrait traduire par :

« "The Grotto" a été ainsi nommé en raison de son cratère singulier de frittage vitrifié, plein de gros orifices sinueux. Lors de notre première visite, un de nos membres rampa jusqu'à un de ces orifices ; et lorsque, quelques heures plus tard, dans ce même orifice, il a vu un volume d'eau bouillir, faisant quatre pieds de diamètre [1,2 m] et atteignant une hauteur de soixante pieds [18,3 m], accompagné d'un flux de vapeur brûlante de deux cents pouces [5,1 m] sortant de l'orifice par lequel il était entré peu de temps auparavant, il a conclu qu'il avait failli être sommairement cuit. Ceci a ensuite continué pendant près d'une demi-heure. »

— Nathaniel P. Langford, The Wonders of the Yellowstone

## Éruptions
Grotto entre en éruption environ toutes les 8 heures. L'intervalle entre les éruptions est plus long après une éruption plus longue. Les éruptions font environ 3,0 m de haut et peuvent durer entre 1 heure et plus de 10 heures, bien qu'il y ait déjà eu des éruptions qui ont duré plus de 26 heures,.
Ses éruptions sont généralement précédées d'une éruption de Grotto Fountain Geyser. Après une courte éruption, qui dure entre 1 et 2 heures, Rocket a généralement une éruption majeure. Environ les trois quarts des éruptions de Grotto sont courtes. Grotto et Rocket entrent ensemble en éruption. Quand les éruptions de Grotto sont longues, c'est-à-dire entre 6 et 12 heures, c'est Spa au lieu de Rocket qui entre en éruption.

### Interactions
Il existe des interactions entre ses éruptions et celles du geyser situé à proximité, Giant Geyser, l'un des geysers les plus puissants du monde. Giant entre uniquement en éruption pendant ce qu'on appelle les « périodes chaudes » (hot periods), c'est-à-dire les moments d'activité intense et de montée des eaux parmi les plus petits geysers entourant Giant. La plupart des « périodes chaudes » ne conduisent pas à une éruption de Giant, mais ses éruptions commencent fréquemment au cours de la « période chaude » suivant immédiatement le début d'une éruption de Grotto. De plus, les longues éruptions de Grotto, appelées « marathons » sont souvent suivies, quelques heures après la fin, d'une « période chaude de récupération », particulièrement intense, pouvant entraîner une éruption de Giant. Les éruptions de Giant peuvent aussi avoir lieu 4 à 5 heures après le début d'un « marathon » de Grotto.

## Structure physique
Le cône de Grotto fait 2,4 m de haut. Il a une forme assez étrange et sinistre avec un pilier et deux arches, formés par des arbres qui sont tombés. Puis, l'accumulation de frittage au fil des éruptions a transformé leur forme originale en ce qu'il y a aujourd'hui.

## Galerie de photos
- Photos de Grotto
- 2019
- Au repos, 2015
- Croquis de 1871 de Grotto[4]
- Grotto, F. Jay Haynes (en), 1888
- Zoom sur Grotto